# Belpınar
Belpınar è un villaggio nel distretto di Kızılcahamam, provincia di Ankara, Turchia.